# Иванишевич, Иван (поэт)
Иван Иванишевич (хорв. Ivan Ivanišević; 1608—1665) — хорватский религиозный поэт и католический деятель.

## Биография
Родился в селе Постира, точная дата рождения неизвестна, есть сведения лишь о дате крещения — 13 февраля 1608 года. Был сыном знатного человека по имени Вик. Образование получил в католической коллегии в Лоретто, затем изучал право в Падуе. Имел степень доктора обоих прав, предположительно полученную в 1632 году.
Вернувшись на родину, занимал различные духовные должности. В частности, был каноником и в 1634—1635 годах викарием Хварской епархии, в 1650-е годы служил пастором в Доле, а в 1660 году стал аббатом бенедиктинского монастыря св. Иоанна. Некоторое время был профессором в католической семинарии. В 1662 году венецианская инквизиция возбудила против него процесс по якобы имевшим местом со стороны Иванищевича недопустимым прощениям перешедших в ислам хорватов, однако подробности этого дела неизвестны. Скончался в 1665 году в Павлии.
Его перу принадлежит книга «Kita cvitja razlikova» (1642) — цикл из девяти лирико-эпических песнопений, написанных в стиле музыки барокко и контрреформации, где стихи иногда перемежаются прозой. Каждая из песен посвящена той или иной конкретной теме: первые три касаются покаяния человека и его единства с Богом, четвёртая — о разговоре души с Христом, пятая представляет собой поэтический перевод 108-го псалма, шестая повествует о «демонической» природе женщин, седьмая — аллегория о встречах поэтов с феями на «славянском» Парнасе. 3-е издание этой работы вышло в 1703 году в Венеции.